# Eduard Remy

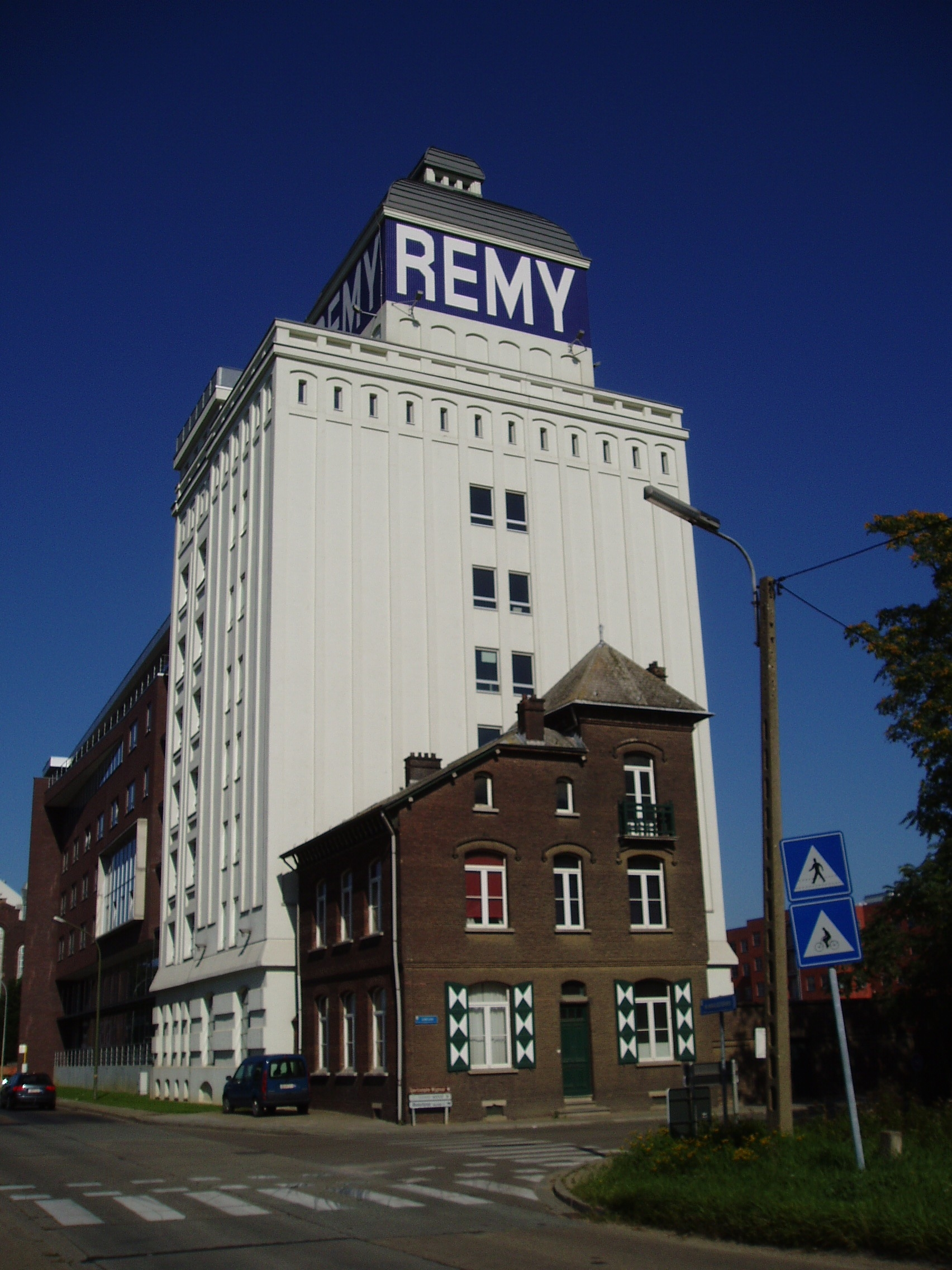
Remy-toren langs de vaart in Wijgmaal

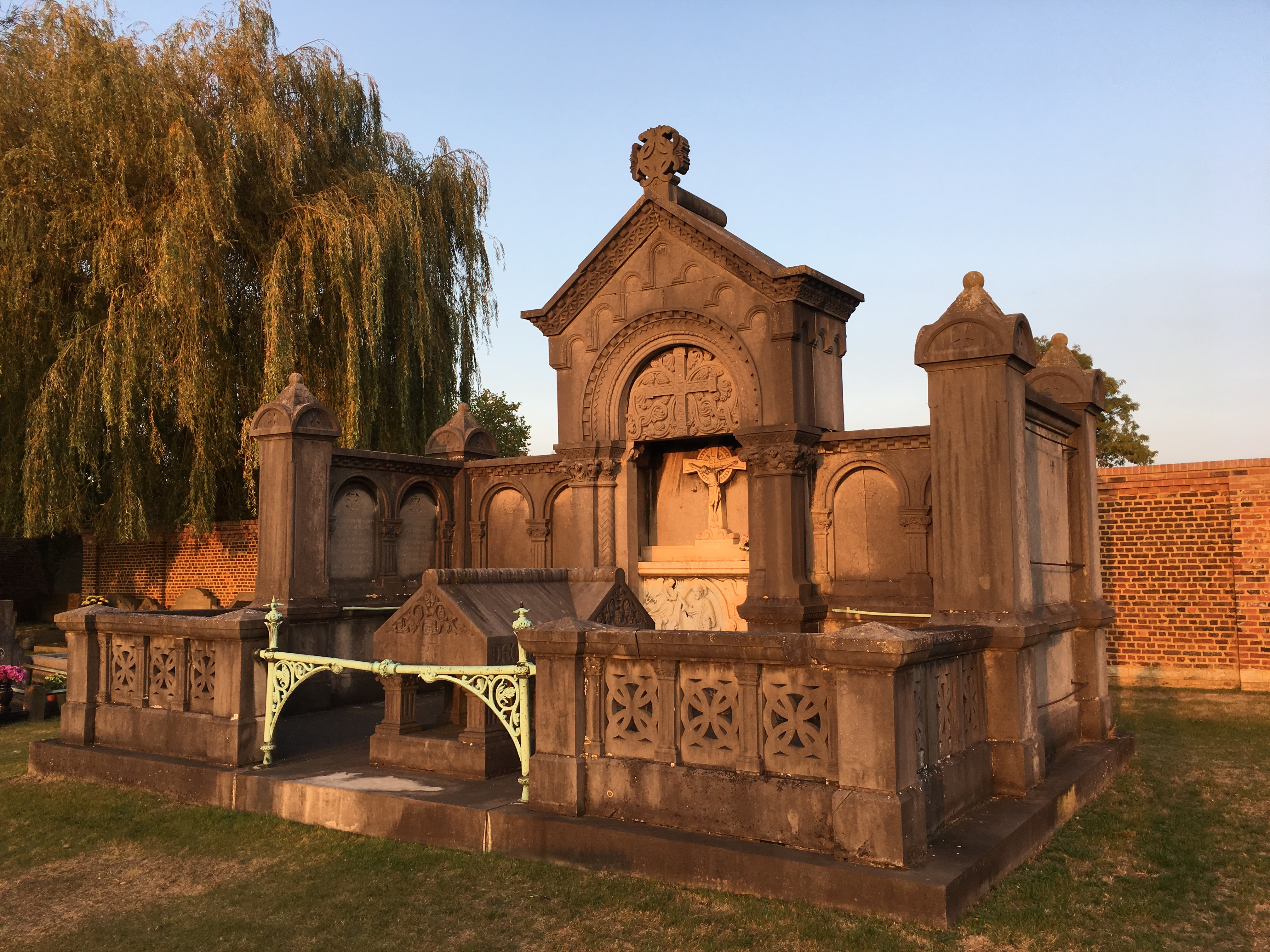
Familiegraf op de begraafplaats van de Abdij van Vlierbeek

Eduard Remy (1813 – 1896) was een 19e-eeuwse Leuvense ondernemer, filantroop en liberaal gemeenteraadslid.

## Rijst- en stijfselfabriek
Als molenaar kocht hij in 1855 een watermolen op de Dijle om rijstkorrels te vermalen tot rijstzetmeel. Het bedrijf groeide uit tot de Remy rijst- en stijfselfabriek, een van 's werelds grootste producenten van rijstzetmelen.

## Filantropie
Remy was ook sociaal begaan. Zo richtte hij onder meer een landbouwschool, een naaischool, een huishoudschool, een school voor volwassen mannen en een school voor volwassen vrouwen op. In Wijgmaal liet hij ook 255 werkmanswoningen optrekken die werknemers via een goedkopere lening konden huren of kopen. Via een Kas voor Onderlinge Bijstand werd er voor de werknemers tussengekomen bij ziekte- en begrafeniskosten.

In de Vlamingenstraat te Leuven werd een woonzorgcentrum naar Eduard Remy vernoemd.

## Rustplaats
Het familiegraf is terug te vinden op de begraafplaats van de Abdij van Vlierbeek.